# 폴 왓슨

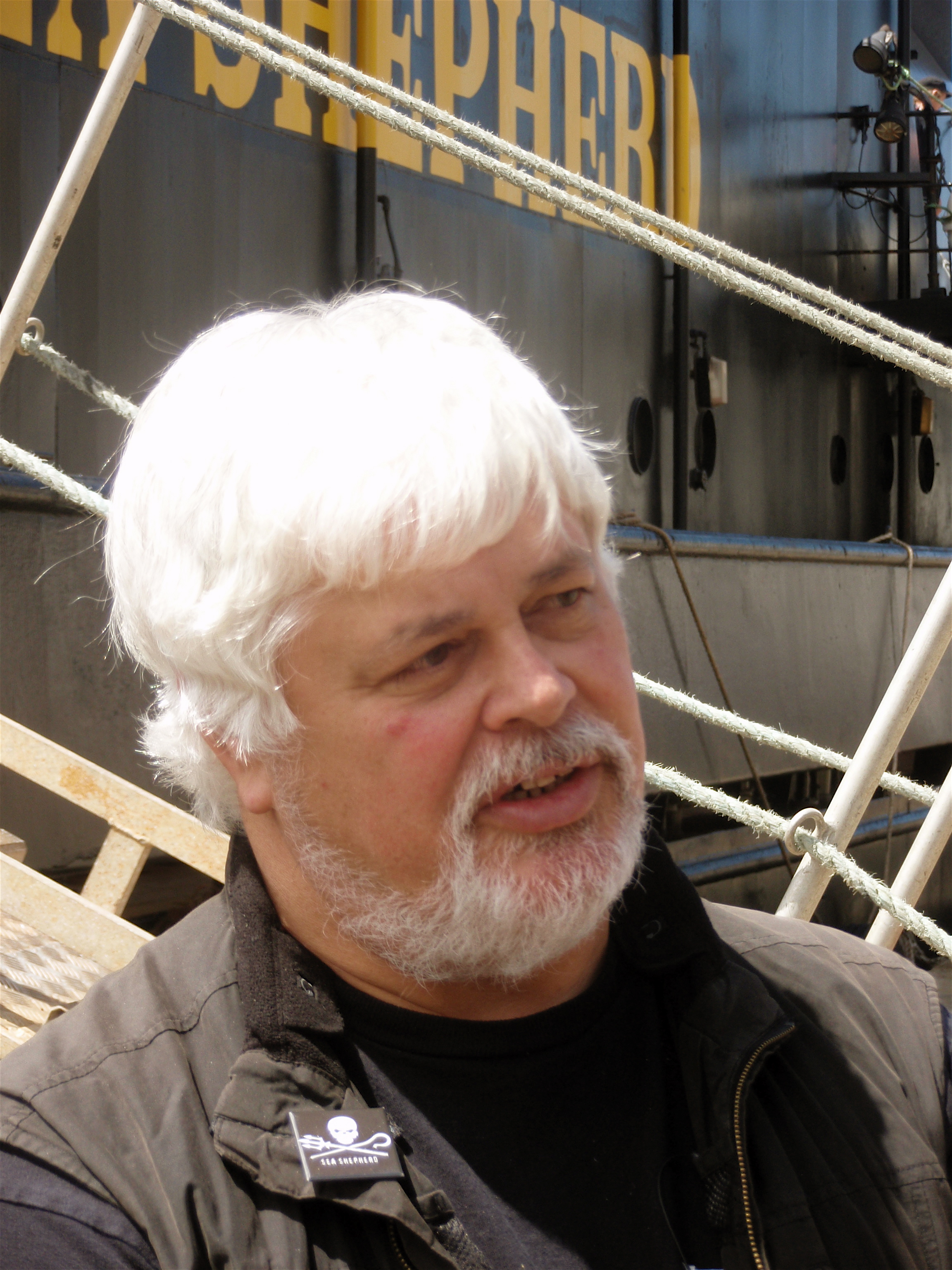
폴 왓슨

폴 프랭클린 왓슨(영어: Paul Franklin Watson, 1950년 12월 2일 ~ )은 캐나다의 환경 운동가이다. 그린피스의 초기 멤버로, 반포경 단체 시 셰퍼드 컨저베이션 소사이어티의 설립자이다. 2012년 5월 13일 코스타리카 상어 어선에 대한 방해 혐의로 체포 영장이 발부되어 프랑크푸르트에서 독일 당국에 체포 되었지만, 보석으로 풀려났다. 2024년 7월 21일, 그는 2012년 일본이 그에 대해 발행한 적색 통지로 인해 덴마크 당국에 의해 그린란드에서 체포되었습니다. 그의 체포는 Sea Shepherd에 의해 발표되었습니다. 이 단체는 "수년 동안 온라인에 게시된 공지가 최근 인터폴 웹사이트에서 사라져 폴 왓슨과 그의 변호사들은 그가 이제 활동에서 자유로워졌다고 믿게 됐다"며 이 결정을 비판했다.
토론토에서 태어난 왓슨은 1969년의 시에라 클럽의 핵 실험 반대 운동에 참여했다. 그린피스에서 영향력 있는 초기 멤버였으며, 그린피스의 비폭력의 이념에 반감을 가졌으며 그린피스에서 탈퇴하면서 반포경 단체 시 셰퍼드를 설립했다.